# أبو منجل أبيض أسترالي
أبو منجل الأبيض الأسترالي (الاسم العلمي: Threskiornis molucca) هو طائر ينتمي لأسرة Threskiornis والذي ينتمي لعائلة أبو منجليات، وهو يعيش في أستراليا.

## الوصف
- ويصل طول هذا الطائر إلى 70 سم ، وله ريش أبيض إلا طرف الذيل الذي هو أسود اللون، الرأس والساقين عاريين وأسود اللون.

## التوزيع
- وهو يتواجد على نطاق واسع في جميع أستراليا، وخصوصا في المناطق الرطبة فهي تعيش في الأهوار، والمروج. وتم العثور عليها أيضا في حدائق المدينة (في سيدني، على سبيل المثال).

## الغذاء
- ويتغذى على اللافقاريات المائية الصغيرة (جراد البحر وبلح البحر ،..) أو المخلفات البشرية.